# 北京琴书
北京琴书，是流行于北京、天津及京津之间的河北省三角地区的一种曲艺形式。

## 简介
北京琴书形成于1940年代，前身是清朝流行于河北省安次县及北京郊区农村的五音大鼓（又名单琴大鼓、扬琴大鼓）。五音大鼓采用三弦、四胡、扬琴等伴奏。早期是农民自娱自乐，没有专业艺人。19世纪末，逐渐出现五音大鼓的专业艺人到北京、天津演出。1930年代至1940年代，在广播电台播唱五音大鼓时，仅使用一台扬琴伴奏，故又名“单琴大鼓”、“扬琴大鼓”。但是在书馆、庙会演出时，只用扬琴音量太小，故又加入四胡，后来又改称“琴书”。1940年代，关学曾在北京改用北京语音演唱五音大鼓，为一人站唱，左手敲铁片，右手用鼓楗敲击扁鼓，用扬琴和四胡伴奏。1951年，由关学曾定名为“北京琴书”。
“北京琴书”是北京的鼓曲中具代表性的曲种，“说似唱、唱似说”，唱腔中夹北京话说白，板式有快、慢、架、散。早期曲目多为长篇大书，后来关学曾和琴师吴长宝借鉴京韵大鼓的风格，改进了北京琴书，加入了多板式各种节奏的唱调，曲目转为短段。
北京琴书的首创者为关学曾，第二代传人主要有：殷长海、刘砚声、吴林有、尚文和、王树才等人。